# Drapeau et armoiries du canton d'Appenzell Rhodes-Intérieures
Le drapeau et les armoiries appenzelloises sont des emblèmes officiels du canton d'Appenzell Rhodes-Intérieures.

## Histoire et signification
Le drapeau actuel appenzellois date de 1403. Alors alliés aux villes souabes, les villageois de la région d'Appenzell obtinrent leur indépendance après une guerre contre l'Abbaye de Saint-Gall voisine qui avait pour drapeau un étendard identique à la différence près que le fond était jaune. La légende raconte que Saint-Gall, ayant apporté le christianisme dans la région, avait bâti une hutte dans la forêt et rencontra un jour un ours menaçant. Il lui ordonna d'aller chercher du bois, ce que le mammifère fit. Afin de le remercier, Gall le nourrit mais lui ordonna de quitter les lieux pour toujours ; l'ours s'exécuta. 
L'ours représente aussi, d'après le vexillologue Louis Mühlemann, la vigueur, le courage et l'intelligence, des qualités que les Appenzellois démontrèrent lors des guerres menées pour leur indépendance.
L'héraldiste Adolphe Gauthier rapporte dans son livre consacré aux armoiries et drapeaux des cantons que le pape Jules II offrit aux Appenzellois la possibilité de porter une clé d'or entre les pattes de l'ours, ce qu'ils ne firent jamais.
En 1597, le Canton d'Appenzell se divisa en deux entités : Appenzell Rhodes-Intérieures (catholiques) et Appenzell Rhodes-Extérieures (protestantes). Les Rhodes-Intérieures conservèrent le drapeau de 1403 alors que les protestants changèrent de drapeau tout en maintenant un étendard très proche du Canton d'Appenzell.

## Descriptions

### Description vexillologique
La description vexillologique du drapeau appenzellois est « Blanc à l'ours levé noir, armé et lampassé de rouge ». L'ours doit toujours se diriger vers la hampe.

### Description héraldique
La description héraldique des armoiries du canton d'Appenzell Rhodes-Intérieures est « D'argent à l'ours levé de sable, armé, lampassé et vilené de gueules ».

## Autre représentation vexillologique et héraldique
Le drapeau est également décliné sous forme d'oriflamme, soit en queue de pie, soit en base plate. L'oriflamme des cantons reprenant le drapeau cantonal dans sa partie supérieure et les couleurs cantonales dans la partie inférieure est appelée un drapeau « complet ». 
Le drapeau complet des Rhodes Intérieures est également le drapeau des deux Appenzell lorsque les anciens demi-cantons ne sont représentés que sur un seul drapeau.

Drapeau complet des Rhodes Intérieures.

## Utilisation et mention
Les armoiries se retrouvent sur les plaques d'immatriculation arrières de véhicules enregistrés dans le canton d'Appenzell Rhodes-Intérieures.

Le drapeau et les armoiries sont identiques. Sur le drapeau, l’ours passe en direction de la hampe, et sur les armoiries en direction de la droite héraldique.

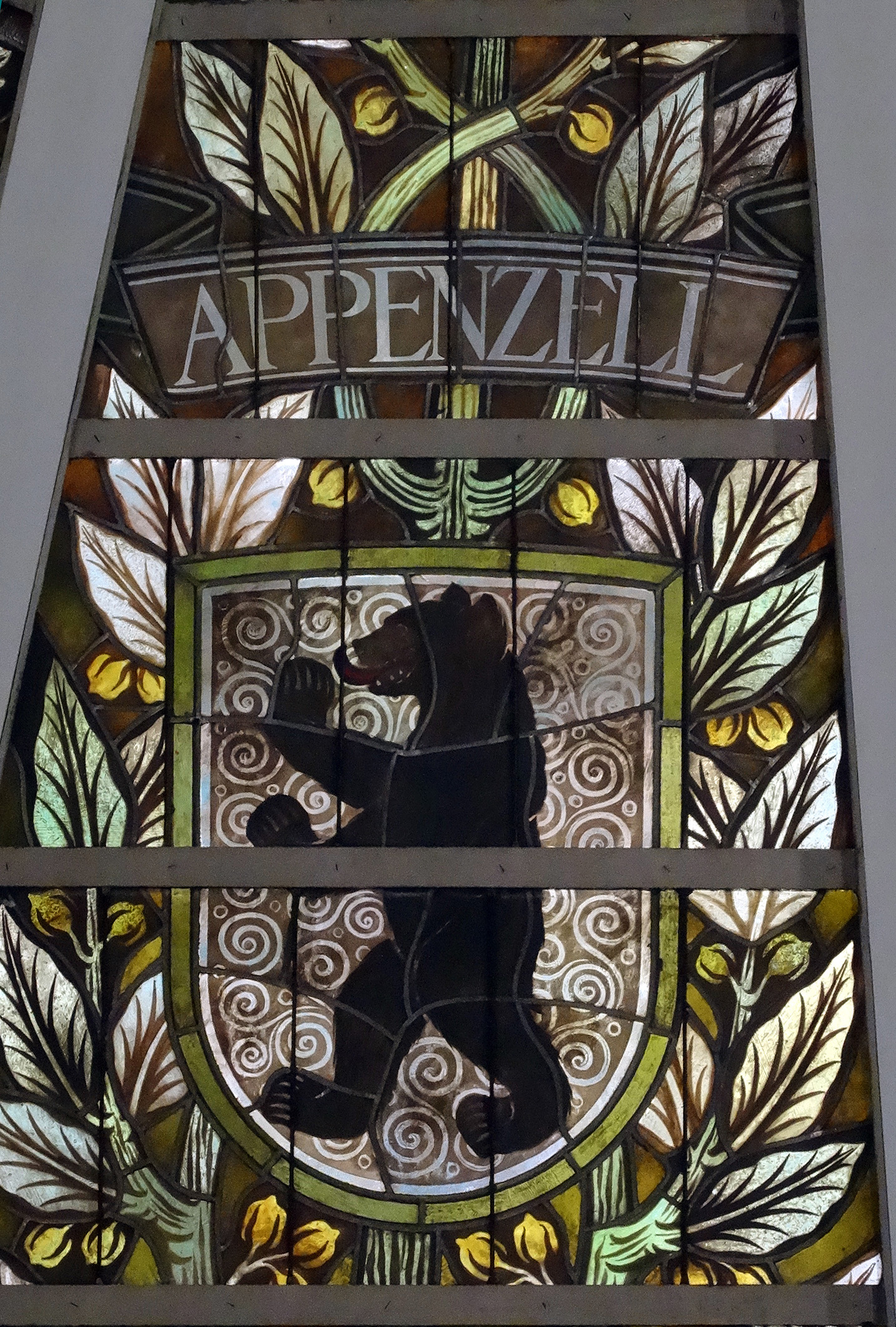
Vitrail des armoiries sur la coupole du Palais fédéral.
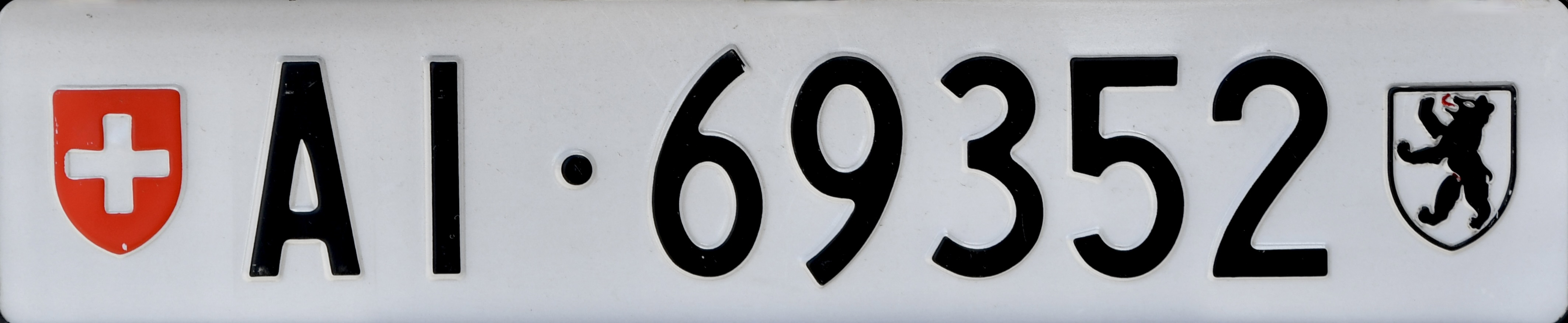
Plaque d'immatriculation arrière des Rhodes intérieures.